# Carl Heuer
Carl Heuer (* 14. November 1907 in Unna; † 13. November 1994 ebenda) war ein deutscher Maler.

## Leben
Er malte von Kindesbeinen an. Später machte er eine dreijährige Malerlehre, besuchte dann vier Semester die Kunstgewerbeschule in Dortmund, dann 1925 Abendkurse bei Käthe Kollwitz in der Berliner Akademie. Er begann als Naturalist/Expressionist, beeinflusst von Kirchner, Klee, Jawlensky und Kandinsky. Ab 1936 arbeitete er überwiegend als Kirchenmaler, dann als Raumgestalter, besonders für Krankenhäuser, in Luxemburg, Frankreich und Berlin. Er lieferte auch farbige Entwürfe für verbleite Glasfenster. Zwischendurch, von 1939 bis 1944, war er im Krieg und von 1944 bis 1947 im Kaukasus in sowjetischer Gefangenschaft, wo er sich als Lagermaler betätigte und die notwendigen Farben selbst produzierte.
Der Hauptschauplatz seines Wirkens war Unna. Dort war er 16 Jahre im Stahlwerk Westig als Laborant beschäftigt. Rund 30 Jahre – von 1935 bis 1965 – wohnte und schaffte er in dem heutigen Ortsteil Mühlhausen am Mühlhausener Hellweg, zu seiner Zeit dort noch eine selbständige dörfliche Gemeinde. Immer wieder malte und zeichnete er Motive aus diesem ländlichen Bereich. Seit 1965 wohnte er am Rand der Unnaer Innenstadt in der Bornekampstraße. 1948 war er Mitbegründer des betriebsamen Unnaer Künstlerkreises (UKK), der 20 Jahre bestand und zu dessen "hartem Kern" er mit den Künstlern Wilhelm Buschulte, Heinz Draeger, Paul Düllberg, Wilhelm Meinecke, Bruno Moser und Otto Honsálek gehörte. Der Künstlerkreis traf sich wöchentlich einmal in der Unnaer Burg, um eigene Arbeiten zu diskutieren und sich mit den modernen Kunstströmungen vertraut zu machen. Aus dieser Periode stammt noch eine Strichzeichnung, die Buschulte 1962 von ihm machte. Bei der Eröffnung einer Ausstellung zu Heuers 80. Geburtstag am 7. Dezember 1987 im Unnaer Hellweg-Museum (mit 80 exemplarischen Werken der Jahre 1931 bis 1986) charakterisierte ihn Oberstudienrat Karl Kirchner in seiner Laudatio so:
„Diejenigen, die damals diesem Kreise angehörten, werden gerne bestätigen, dass Carl zu den Aktivsten gehörte: Stets dem Neuesten auf der Spur, ohne Vorurteile, rastlos tätig, ein Avantgardist, ein bedeutender Anreger, manchmal zum Widerspruch, immer aber zum Nachdenken herausfordernd – nur, für Künstler nicht immer selbstverständlich: Tolerant gegenüber der Meinung der anderen und voller Anerkennung ihrer Arbeit, wenn sie ihm in ihrer Art gut erschien.“
Aus den 1960er Jahren wird von ihm berichtet, dass er während eines Italien-Urlaubs so viele Bilder malte, dass er – wieder zu Hause – eine Anzahl von ihnen mit grauer Farbe überstrich und dabei nur einzelne kleine Stücke des Originals aussparte; so konnte er wieder malen und hatte gleichzeitig eine neue Ausdrucksform geschaffen.
An seinem 85. Geburtstag schrieb die Westfälische Rundschau (14. November 1992): „Ein Original ist er allemal; ein an Jahren schon recht betagtes, aber auch eines, das heute wie gestern jugendlichen Übermut zu verbreiten scheint. ... Carl Heuer lebt für die Malerei und lebt sich darin aus. ..., mit scheinbar unerschöpflicher Energie noch: Kein Tag, an dem er in seiner Wohnung nicht vor seiner Staffelei stehen würde. ... Heuer malt geradezu fanatisch. Und das war auch immer sein ganz spezielles Problem. Alleine an Materialkosten ging in der Regel mehr Geld drauf als er verdienen konnte. Zumal: „Im Fordern war ich immer ein Stümper“, sagt er selbst.“
Seine zweite Frau Marlies Rauen-Heuer, geboren 1939 in Menden, Künstlername Mara, war ebenfalls Malerin und einst Schülerin von ihm. Sie starb nur zwei Monate nach ihm.
Beide vermachten ihre verbliebenen Werke den Städten Unna und Menden. 60 dieser Werke übernahm die Stadt Fröndenberg/Ruhr als Dauerleihgabe; sie wurden im März 1996 in der Fröndenberger Rathausgalerie ausgestellt.
Heuer war so etwas wie eine Institution für Unna, ein künstlerisches Original. Mit seiner bunt bemalten „Kunst-Ente“ (sein Auto, ein Citroën 2 CV) gehörte er zum Stadtbild wie zur Unnaer Kulturszene. Gleichzeitig war er ihr „Enfant terrible“ und galt als „der Unruhigste der Unnaer Malergilde“. Meist hielt er eine Maiskolbenpfeife in der Hand, trank gerne einen guten Rotwein und meldete sich in den letzten Lebensjahren, als er schließlich ruhiger wurde, scherzhaft am Telefon mit „der alte Heuer“.
Er starb plötzlich am Tag vor seinem 87. Lebensjahr. Bis dahin stand er noch "jeden Tag fünf bis sechs Stunden" (Westfälische Rundschau vom 7. Januar 1994) an der Staffelei. Seine Urne wurde auf dem Unnaer Südfriedhof beigesetzt.

## Leistungen
Carl Heuers Stil fußt auf der Klassischen Moderne mit jeweils unterschiedlichen Akzentsetzungen. Er hat sich mit allen Stilrichtungen seiner Zeit auseinandergesetzt, gegenständlich und abstrakt, nicht nur gemalt, sondern auch in Gips, Ton, Zement, Stein, Holz und mit Sacktuch, Papier, Sand wie Nägeln gearbeitet, hat auch viele Plastiken geschaffen. Er hat sich nie festgelegt und ließ sich in kein Schema pressen. Am ehesten kann man seinen Stil als expressiv-gegenständlich bezeichnen. Die erste Ausstellung über sein bisheriges Werk erfolgte Anfang November 1954 im Rittersaal der Burg Unna. Vier Jahre später – von Mitte Mai bis Mitte Juni 1958 – folgte eine weitere Sonderausstellung für ihn, ebenfalls in der Unnaer Burg, mit 35 Gemälden aus den letzten neun Monaten seines Schaffens, meist abstrakte Werke. Sie trugen Titel wie "Raubfische", "Erregtes Spiel", "Rhythmische Schwingung", "Verdichtete Szene" oder "Begegnung mit Br." (Hellweger Anzeiger vom 15. und 19. Mai 1958).
Gemeinsam ist vielen seiner Werke, dass sie von einem verschmitzten, hintergründigen Humor durchdrungen sind. Er liebte es, Gesichter zu malen, wobei er sich menschliche Schwächen fast karikierend herausgriff, nicht ohne Sarkasmus, aber ohne Zynismus. So ist bezeichnend für ihn, dass er eine seiner Ausstellungen im April 1976 „Alte Gags und Neues“ betitelte. Auch viele seiner Bildtitel wollen nicht tragisch ernst genommen werden: „Einen schönen Gruß von Tante Frida“, „Vielfältiger Griesgram“, „Der Kakteenfreund“, "Wechselvoller Tag", "Die Trauernden", "Der Flegel", "Der Spieler", "Der Schwarzseher" oder „Der Unbekümmerte“. Eine Reihe seiner Bilder nannte er „Metamorphosen menschlicher Schwächen“, wobei er frühere Vorlagen mit einbezog. Andererseits malte er auch realistisch: einen Apfel, ein Stück Käse oder einen Melitta-Filter (Hellweger Anzeiger vom 6. April 1976). Auch das in den 1980er Jahren neu aufgekommene große Thema, die gefährdete Umwelt, packte ihn. Eine ganze Anzahl seiner Bilder aus dieser Zeit befassen sich mit ihr. „Es waren immer wieder andere Motive, die – vielfach aneckend – ihn jeweils für lange Zeit fesselten: mal Bilder gerade benutzter Betten, zur Zeit sind es zerschlagene Glasflaschen, die es ihm angetan haben“ (Westfälische Rundschau vom 14. November 1992). Auch im fortgeschrittenen Alter war seine Devise niemals Beharrung, sondern Vorwärtsgehen. Mit 85 Jahren stürzte er sich noch in eine neue Stilrichtung und malte Farbkompositionen. Dazu erklärte er an seinem 86. Geburtstag im Interview: "Der Farbkünstler braucht keine Motive oder Nebenprodukte, er lebt mit den Freuden oder Miseren der Töne, befreit von allen Zugeständnissen" (Westfälische Rundschau vom 7. Januar 1994).
Er versuchte, die allgemeine Entwicklung der bildenden Kunst auch nach Unna zu tragen; mit Vorträgen zur Gegenwartskunst trat er an die Öffentlichkeit. Nebenher war er als Kunstkenner mit scharfem Urteilsvermögen gefragt. Auf vielen Kunstausstellungen in Unna und der weiteren Umgebung war er vertreten.

## Werke
Einen Katalog seiner Werke – er signierte mit "c.h." – gibt es nicht. Arbeitsbesessen und produktiv, wie er war, wäre dieser sehr lang. Auflisten oder Katalogisieren entsprach ohnehin nicht seinem Naturell. Er malte und zeichnete nahezu alles, auf Bestellung oder spontan aus eigenem Antrieb heraus. Eine Anzahl seiner Werke befinden sich im Eigentum der Stadt Unna. Die mit Abstand meisten sind weit verstreut in Privatbesitz. Im öffentlichen Raum zu sehen sind die Kanzel der Stadtkirche Unna, die er 1936 farblich neu gestaltete, zwei Ansichten der Stadtkirche – gemalt um 1960 – im Hellweg-Museum, ein großes Glasfenster in der Schule von Fröndenberg-Langschede von 1958 mit der Inschrift NICHT FÜR DIE SCHULE FÜR DAS LEBEN LERNEN WIR und ein großes Mosaik in der Pausenhalle des Unnaer Pestalozzi-Gymnasiums (heute Peter-Weiss-Gesamtschule) von 1964. Er führte auch Restaurierungen durch, so 1950 an dem beschädigten, etwa 6 m hohen Wandbild in der evangelischen Pfarrkirche von Holzwickede, das 1924 der bekannte Kirchenmaler Rudolf Schäfer geschaffen hatte (Westfalenpost vom 20. Mai 1950). Ein Teil von Heuers Arbeiten ist nicht mehr vorhanden, so die vielen öffentlichen Kinoplakate, die er in den Nachkriegsjahren „schmissig und stilsicher“ malte. Er konnte nicht so viel verkaufen wie er produzierte. Sein Atelier unter dem Dach in der Bornekampstraße 18 war immer übervoll mit Bildern. Er prägte selbst den Satz: „Wenig verkauft und viel verschenkt.“ Bei einem Umzug und später kurz vor seinem Tod ließ er über die Lokalzeitungen verkünden, dass er einen Teil seiner Bilder kostenlos abgab.
Im Unnaer Antiquariat „Bücherzentrum“ und beim Kunstverein Unna sind Werke von ihm käuflich zu erwerben.